# Dianthus ramosissimus
Dianthus ramosissimus är en nejlikväxtart som beskrevs av Pall. och Jean Louis Marie Poiret. Dianthus ramosissimus ingår i släktet nejlikor, och familjen nejlikväxter. Inga underarter finns listade i Catalogue of Life.